# Eliška Krásnohorská
Eliška Krásnohorská (születési neve: Alžběta Pechová)  (Prága, 1847. november 18. – Prága, 1926. november 26.) cseh író, költő, műfordító, szövegkönyvíró, nőjogi aktivista.

## Élete
Sokgyermekes, kézműves családban, apja második házasságából született. Gyermekkora óta ízületi bántalmaktól szenvedett. A betegség idős korára olyan súlyossá vált, hogy nem tudta elhagyni a lakását. Az apa halála után Plzeňbe költöztek. Az özvegy  összefogta a családot, jó nevelést adott a nyolc gyermeknek, és taníttatta őket. Néhány év múlva Eliška visszatért Prágába, és a Svobodov német leányiskolába járt. A tanulást utána sem hagyta abba, önállóan képezte magát tovább. Tanult zongorázni, festeni, énekelni, megtanult oroszul és lengyelül. Kapcsolatba került Karolína Světlá és Vítězslav Hálek írókkal. Světlá vezette be az emancipációs mozgalomba és írásra bátorította. Csatlakozott a Svetlá által alapított Cseh Dolgozó Nők Szövetségéhez.
1875 és 1911 között a Ženské listy nőmozgalmi újságot szerkesztette, és több újságnak írt irodalomkritikai cikkeket. Gyermekkönyveket írt. Cseh nyelvre fordította Alekszandr Szergejevics Puskin Borisz Godunov drámáját és néhány versét, George Byron Child Harold zarándoklása c. művét, Adam Mickiewicz nemzeti eposzát és néhány versét, valamint Georges Bizet Carmenjének librettóját is.
Ő írta Bedřich Smetana A csók, A titok, az Ördögszikla, és Viola című operáinak szövegkönyvét, valamint Zdeněk Fibich Blaník című operájának librettóját.
Olyan cseh nyelvű leány magángimnáziumért küzdött, ahol érettségi vizsgát tehettek és utána egyetemi tanulmányokat is folytathattak a lányok. Négy ezer támogató aláírást gyűjtött. Csehország kormányzója 1890. július 16-án aláírta a kérelmet, és július 26-án megnyílt a Minerva leánygimnázium. Ez volt az első középfokú leányiskola az Osztrák–Magyar Monarchia területén. Milena Jesenská is ebben a gimnáziumban érettségizett.
A Károly Egyetem 1922-ben tiszteletbeli doktorrá avatta Eliška Krásnohorskát.